# Motti dannunziani
I motti dannunziani sono una serie di motti coniati da Gabriele D'Annunzio. Alcuni di questi divennero celebri, anche per il loro legame con gli eventi storici.

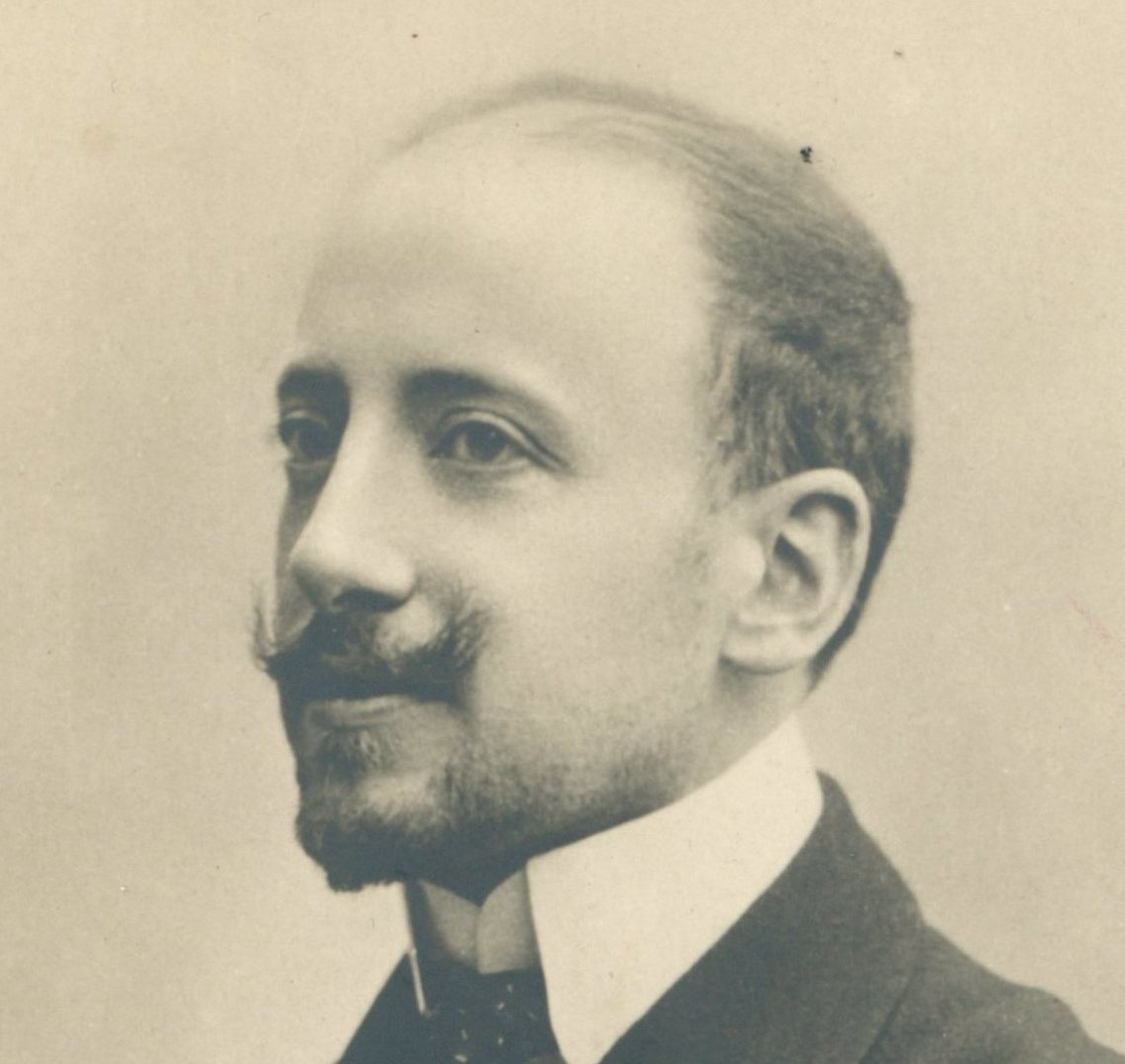
Gabriele D'Annunzio

Si possono grossolanamente riunire nelle seguenti categorie:

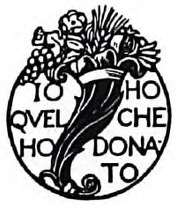
Uno dei motti dannunziani: «Io ho quel che ho donato».

## Motti di guerra

### Memento Audēre Semper(ricorda di osare sempre)

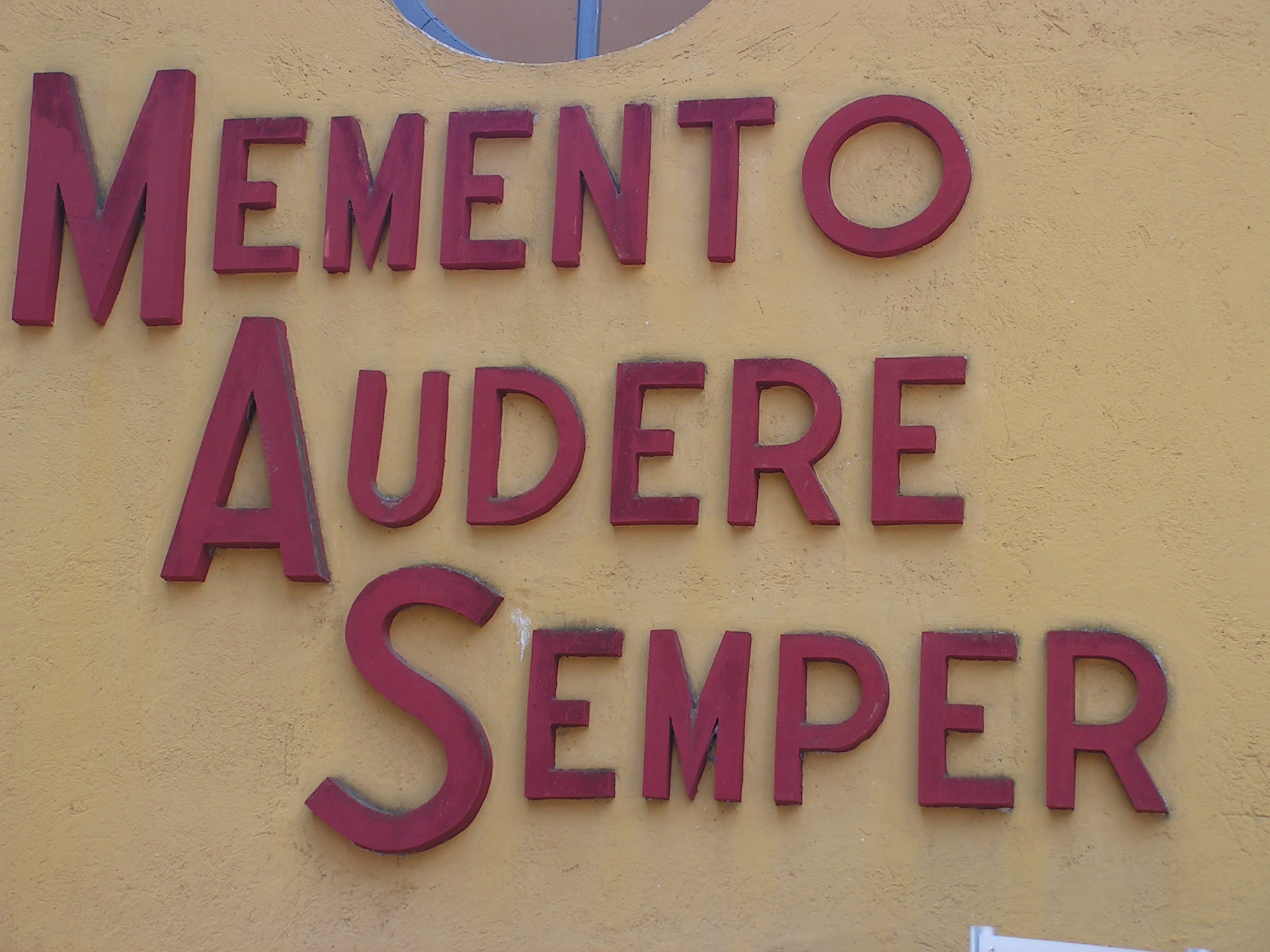
La scritta "Memento Audere Semper" posta sull'edificio del Vittoriale che ospita il MAS 96 usato da Gabriele D'Annunzio durante la Beffa di Buccari.

Forse il motto più famoso, nasce utilizzando le medesime iniziali della sigla MAS (motoscafo armato SVAN) con cui D'Annunzio fu protagonista della leggendaria beffa di Buccari nella notte fra il 10 e l'11 febbraio 1918. Evidente, in questo motto, il concetto dell'osare a ogni costo.
L'illustrazione mostra una mano affiorante dalle onde e che, chiusa a pugno, stringe rami di quercia.

### Semper Adamas(sempre adamantino, duro come il diamante)
Questo motto, illustrato come moltissimi altri da Adolfo De Carolis, fu destinato alla Prima Squadriglia Navale.
L'illustrazione mostra un braccio nudo che, levato orizzontalmente e con il dito puntato, si leva fra le fiamme. In calce la dicitura il Comandante.

### Cominus et Eminus Ferit(da lontano e da vicino ferisce)
Anche questo motto - coniato sul "Cominus e eminus" di Luigi XII di Francia, di cui lo stemma era l'istrice - fu illustrato da Adolfo De Carolis e fu ideato per decorare gli aerei della Squadra della Comina, squadriglia di aviatori dediti ad azioni particolarmente rischiose.
Nell'illustrazione un'aquila ad ali spiegate e nella posizione di attacco scocca fulmini da sotto le ali.

### Eia! Eia! Eia! Alalà!
Eia! Eia! Eia! Alalà! è il grido di guerra suggerito da D'Annunzio al posto del "barbarico" hip, hip, hip, urrà! durante una cena alla mensa del Campo aviatorio di San Pelagio, nella notte del 7 agosto 1918 in previsione e a incitamento del volo su Vienna.
Il giorno seguente gli aviatori ebbero ciascuno una bandierina di seta tricolore su cui il Vate scrisse di suo pugno il nuovo grido di battaglia, con la data e la firma. Divenne presto di uso comune e dopo la guerra fu ripreso dalla propaganda fascista.
Il grido ha origini classiche. L'eia o heia è una parola greca, usata da Eschilo e anche da Platone.
L'alalà (onomatopea tratta dal verbo greco ἀλαλάζω, alalázo), è un grido di guerra o di caccia, usato da Pindaro e da Euripide, si trova anche nel Carducci e nel Pascoli.

### O giungere o spezzare
Nel 1932, seguendo l'ordine alfabetico deciso sin dal primo corso arruolato nel 1923, nell'Accademia Aeronautica fece il suo ingresso il Corso da identificare con la lettera M, cui fu assegnato il nome MARTE. Gli stessi allievi del corso, dopo aver realizzato il gagliardetto raffigurante un guerriero con elmo da antico romano che tendeva l'arco per lanciare una freccia verso l'alto, si rivolsero a Gabriele D'Annunzio per chiedergli di realizzare il motto ed il Poeta scrisse di suo pugno, sull'effigie che gli era stata inviata, “o giungere” alla sinistra del guerriero e “o spezzare” alla sua destra.

### E sul monte e nello stagno son qual fui falcon grifagno
Coniato da Gabriele d’Annunzio il 2 dicembre 1917 in onore al Battaglione Monfalcone della Brigata Marina. Esalta le caratteristiche uniche dei combattenti appartenenti a questo battaglione, che operarono sia in trincea sia nelle zone acquitrinose della laguna nord alle spalle dell’odierno Lido di Jesolo, tra il Piave e il Sile, per la difesa dell’avanzata austroungarica verso Venezia e il litorale adriatico. D’Annunzio paragona questi valorosi a falconi rapaci, predatori e capaci di sferrare colpi repentini ed efficaci.
Era il 2 novembre 1917 quando il Capo di Stato Maggiore della Marina, Ammiraglio Paolo Thaon di Revel, a Venezia in quei giorni, fece emanare dal Comando Marina di Venezia un ordine in base al quale, con i marinai ripiegati in città dalle basi di Monfalcone, Grado e Caorle e con le artiglierie recuperate dall'Isonzo, fossero apprestati reparti da impiegare quale schieramento difensivo nel Basso Piave, ambiente a loro particolarmente congeniale.
Da lì a pochi giorni il Battaglione Monfalcone ebbe l’onore di battersi efficacemente col nemico in un primo scontro che si ebbe sul Basso Piave il 13 novembre 1917, che rialzò il morale a tutta l’Italia dopo la disfatta di Caporetto. D’Annunzio volle far sentire subito il suo appoggio coniando questo motto.
Il motto fu poi dedicato da d’Annunzio anche al Tenente di Vascello Andrea Bafile, comandante del Battaglione Monfalcone, caduto l'11 marzo 1918 in località Ca' Gamba vicino all'attuale Lido di Jesolo.

### Iterum rudit leo(di nuovo rugge il leone)
Si riferisce al leone rampante di San Marco, dipinto su uno stendardo purpureo sui fianchi della fusoliera degli aerei Caproni che il 4 (notte di San Francesco) e 5 ottobre 1917 volarono sulla base navale austro-ungarica nel golfo di Cattaro. Questa è l'impresa di cui d'Annunzio, medaglia d'oro, fu più fiero. Egli rimase fortunosamente illeso nonostante il suo apparecchio riportasse 127 fori.

### Bis Pereo(muoio due volte)
La beffa di Pola, meno conosciuta della Beffa di Buccari, fu però altrettanto eroica e significativa e forse più pericolosa. Era il 21 agosto 1918 quando il Vate si era salvato fortunatamente da un bombardamento austro-ungarico, ma lo scoppio aveva ridotto in frantumi un prezioso vaso di Murano che egli teneva sul comodino. Secondo il suo racconto raccolse i cocci, li avvolse in un drappo tricolore e li lanciò sull'Arsenale di Pola insieme al motto ed a una buona dozzina di bombe. Per questa impresa d’Annunzio usò il motto BIS PEREO (Muoio due volte) motto funebre di Giuliano l’Apostata, scritto da d’Annunzio sul messaggio lanciato dall'aereo su Pola il 21 agosto 1918 per significare la contrarietà nel distruggere una opera d’arte.

### Sufficit Animus(basta il coraggio)
Altro motto dedicato alla Prima Squadriglia navale (S.A.) per il quale Adolfo De Carolis disegnò lo sperone di una nave sostenuto dalle ali di un'aquila.

## Motti di Fiume

### Ardisco Non Ordisco
Fu lanciato all'indomani del discorso all'Augusteo di Roma nel maggio del 1919. Fu indirizzato al presidente statunitense Wilson che negava la città di Fiume all'Italia.

### Hic manebimus optime(qui staremo benissimo)
Hic manebimus optime, mutuato da Tito Livio, divenne il principale motto dei Legionari, riprodotto anche nella medaglia a ricordo dell'impresa di Fiume.

### Quis contra nos?(chi contro di noi?)
Tratto da una frase di san Paolo ("Si Deus pro nobis, quis contra nos", Romani, VIII, 31), il motto fu usato da diversi personaggi (tra cui il libraio Michel Ier Sonnius) prima di diventare il motto della Reggenza italiana del Carnaro.

### Cosa fatta capo ha
Il motto attribuito a Mosca dei Lamberti citato da Dante Alighieri nel XXVIII canto dell'Inferno: «Ricordera'ti anche del Mosca, che disse, lasso!, "Capo ha cosa fatta", che fu mal seme per la gente tosca»" fu ripreso da D'Annunzio che se ne avvalse per celebrare la storica impresa fiumana, quando a capo di un gruppo di Arditi, prese la città di Fiume.
Nell'illustrazione del motto dipinto da Adolfo De Carolis, che illustrò e disegnò molte delle opere dannunziane, sono raffigurate delle mani che stringono dei pugnali neri.

### Immotus nec Iners(fermo ma non inerte)
La frase è di Orazio ed orna, come motto, lo stemma nobiliare di Principe di Montenevoso; lo stemma fu dipinto da Guido Marussig; il titolo di principe fu concesso a D'Annunzio dal Re d'Italia su iniziativa di Mussolini il 15 marzo 1924, dopo la definitiva annessione di Fiume all'Italia. Sembra evidente come la scelta di questo motto avesse un intento dichiaratamente polemico con lo stesso Duce, che teneva il poeta in un dorato isolamento sul Lago di Garda, escludendolo completamente dalla vita politica della capitale, molto probabilmente a causa del profondo disaccordo di quest'ultimo con la linea dittatoriale presa dal governo del Mussolini. Nella raffigurazione, si vede la cima di un monte coperta di neve e sovrastata dalla costellazione dell'Orsa Maggiore.

### Me ne frego
(Gabriele D'Annunzio)
Un motto "crudo" come lo definì lo stesso poeta, tratto dal dialetto romanesco. 
Il motto apparve per la prima volta nei manifesti lanciati dagli aviatori del Carnaro su Trieste. Il motto era ricamato in oro al centro del gagliardetto azzurro dei legionari fiumani (un gagliardetto che riporta invece la variante "Me ne strafotto" è presente al Vittoriale degli italiani di Gardone, nell'ala di "Schifamondo"). In seguito divenne tra gli slogan più utilizzati dalle Squadre d'azione fasciste.
Sembra che il motto sia stato ripreso da un discorso avvenuto il 15 giugno 1918 a Giavera del Montello tra il Capitano Zaninelli e il Maggiore Freguglia, suo comandante durante la battaglia del solstizio. Freguglia chiamò Zaninelli e gli disse che con la sua compagnia doveva attaccare un caposaldo Austriaco a Casa Bianca; Freguglia aggiunse che era una missione suicida, ma che andava portata a termine ad ogni costo. Zaninelli guardò Freguglia e rispose: "Signor comandante io me ne frego, si fa ciò che si ha da fare per il re e per la patria". Si vestì a festa e andò incontro alla morte. Ora Casa Bianca si chiama Casa Zaninelli proprio in suo onore.
Benché attribuito a Gabriele D'Annunzio, lo slogan si è probabilmente diffuso tra gli Arditi durante la prima guerra mondiale e la successiva Impresa di Fiume. Trae origine dalla scritta che un soldato ferito si fece apporre sulle bende, come segno di abnegazione totale alla Patria.

### A noi!

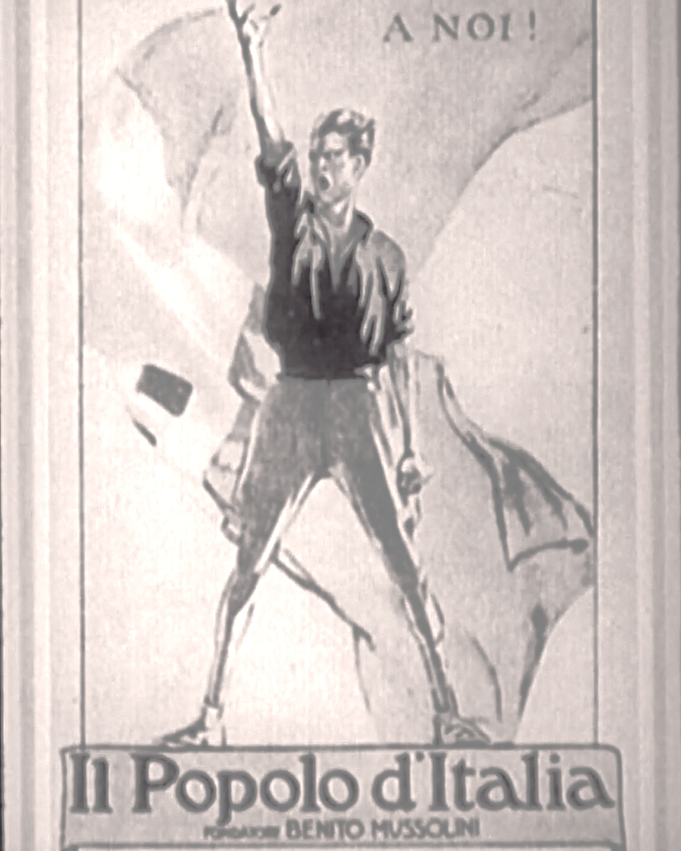
Immagine apparsa su Il Popolo d'Italia per rievocare il celebre motto dannunziano.

Fu reso celebre a Fiume, durante la Festa di San Sebastiano, nel gennaio 1920, in risposta alle acclamazioni dei legionari che lo circondavano. Anche questo motto venne successivamente fatto proprio dai fascisti.
Per la verità era già in uso nel XXVII reparto arditi. Fu coniato dal comandante degli Arditi Maggiore Luigi Freguglia nel febbraio del 1918 al posto del classico: hip hip hurra! Divenne il motto della compagnia.
Il motto, come prassi all'epoca, fu variamente scritto su facciate di edifici e strutture, ove in alcuni casi è ancora presente.

### Nec recisa recedit(neanche ferita retrocede)
Antica frase latina, venne utilizzata dal poeta per una dedica alle Fiamme Gialle della Regia Guardia di Finanza che parteciparono all'impresa di Fiume giurando fedeltà alla causa.
La frase divenne nel 1933 il motto ufficiale della Guardia di Finanza, riportato sullo stemma araldico.
La frase veniva comunque riportata nella sua completezza ben trecento anni prima in due antichi testi del 1623 e del 1669, da cui forse D'Annunzio ha tratto il futuro motto della Guardia di Finanza.
L'espressione Nec recisa recedit, la ritroviamo infatti nelle seguenti opere: 
1. (1623) testo di Giovanni Ferro e Gaspare Grispoldi, "Teatro d'imprese di Giouanni Ferro all'Ill. e. R.S. Cardinal Barberino Parte Prima"...., l'autore a pag. 303 nella parte dedicata all'Ellera o Edera scrive ""Girolamo Fantucci tolſe per lo Conte Bernardino della Guarda ſopranominato il Caualiere Stabile un Virgulto d'Ellera auuinticchiato advn tronco di Quercia con la ſcritta Nec recisa recedit ; Si può dinotare vn'animo oſtinato."
2. (1669) a firma dell'Abate Filippo Picinelli il "Mondo Simbolico Formato d'Imprese scelte, spiegate ed Illustrate " pubblicato in Milano (una copia è custodita presso la Biblioteca Nazionale Napoli .

Al capitolo dodicesimo (pag. 419) l'illustre Priore nel magnificare le proprietà dell'ellera (Edera): "Dea d'animo ingrato è l'ellera, che ha con le fue violenze diffeccate la pianta, col cui fauore fi folleuò da terra…"; al p. 107 (pag. 420) riporta: "L'ellera ….., con la feritta; Nec recisa recedit, dimostra perfiftenza; o fia oftinatione. Il Padre Sant'Afterio Hom. 3. riconofce quefta tenace adherenza nel vitio dell'Auaritia." L'Edera è Persistente, Ostinata e Tenacia, Neanche Spezzata Retrocede (Nec recisa recedit).
In seguito al Terremoto dell'Aquila del 6 aprile 2009, il motto, che campeggiava ben visibile all'esterno della Scuola ispettori e sovrintendenti della Guardia di Finanza, centro delle operazioni di soccorso della Protezione Civile, è stato assunto dagli stessi cittadini della città abruzzese come motto di speranza verso la ricostruzione.

### Imperii spes alta futuri(alta speranza di dominio futuro)
Motto ripreso dalla letteratura latina usato durante l'impresa di Fiume per incoraggiare la creazione della Reggenza Italiana del Carnaro.

## Motti di casata

### Senza cozzar dirocco
Lo suggerì D'Annunzio per lo stemma della famiglia Caproni, industriale trentino e pioniere dell'aviazione italiana.
Sta a significare la potenza aerea che non combatte frontalmente (cozzar) come la fanteria ma colpisce dall'alto facendo cadere in rovina (dirocco).
Ai Caproni venne conferito dal re Vittorio Emanuele III il titolo di Conti di Taliedo, in riconoscimento dei meriti industriali (come ad altre grandi famiglie industriali dell'epoca) e di supporto all'industria bellica durante la prima guerra mondiale.
Oltre al motto, lo stemma riportava l'effigie di un caprone rampante.

## Motti letterari

### Habere non haberi(possedere, non essere posseduto)
Habere non haberi è un'espressione latina tratta dal filosofo greco Aristippo. L'espressione giustifica le ricchezze ("habere"), ma mette in guardia l'uomo dalla possibilità di essere sottomesso da esse, di fare delle ricchezze il fine ultimo della propria vita ("haberi"). La citazione si trova ne Il piacere, tra i precetti che il padre del protagonista Andrea Sperelli dà al figlio: in chiave dannunziana significa "possedere la vita" ma non farsi possedere da essa, ossia una completa indipendenza da tutto e da tutti in nome di sé e delle proprie idee.

### Gravis dum suavis(grave benché soave)
Il poeta conia nel romanzo Trionfo della Morte questo motto in lingua latina, che significa letteralmente "grave e, nello stesso tempo, soave". Queste parole sono scelte per la descrizione del personaggio d'Ippolita Sanzio, amante del protagonista Giorgio Aurispa. Dall'interpretazione del contesto in cui il motto è utilizzato e da quello che d'Annunzio scrive in seguito si evince che "gravis" è inteso come triste, appunto grave, perché Ippolita è malata ed è sempre caratterizzata, durante tutto il romanzo, da un aspetto debole e convalescente. "Dum" è una congiunzione latina che significa "nel tempo stesso", "mentre", "ancora", quindi nello stesso momento Ippolita è "suavis", che letteralmente significa soave e che qui può essere interpretato anche come dolce. Giorgio ripete più volte questo motto in occasioni diverse, infatti queste parole assumono un significato molteplice e simbolico, proprio perché gli ricordano un tempo in cui, secondo lui, l'amante era diversa.

## Attività pubblicitarie
Gabriele D'Annunzio fu anche tra i primi "testimonial" pubblicitari e creatore di slogan o marchi, per lo più di prodotti gastronomici, alcuni dei quali legati alla sua regione d'origine.

### Il parrozzo
Nel 1920 l'industriale abruzzese Luigi D'Amico fece assaggiare per primo il "suo" parrozzo, dolce tradizionale della regione da lui prodotto a livello industriale, al poeta pescarese che, estasiato, scrisse un madrigale in dialetto, “La Canzone del parrozzo”, il cui testo è tuttora presente nelle confezioni in vendita del dolce:
(Gabriele D' Annunzio)

### Il liquore "Aurum"
L'Aurum è un liquore a base di brandy ed infuso di arance tipico di Pescara.
Il nome del liquore venne scelto dal fondatore della fabbrica Amedeo Pomilio, su suggerimento dell'amico Gabriele D'Annunzio ai primi del Novecento, in riferimento alle origini romane attribuite alla ricetta. La parola deriva dal gioco delle parole latine aurum, che significa oro, ed aurantium, l'arancio.

### Il Sangue morlacco
Il Sangue Morlacco è un ratafià di marasche prodotto da Luxardo fin dall'Ottocento, ma deve il suo attuale nome a Gabriele D'Annunzio, che così lo chiamò durante l'impresa fiumana alla quale partecipò anche Pietro Luxardo:
(Gabriele D' Annunzio)

### I grandi magazzini "La Rinascente"
D'Annunzio suggerì al Senatore Borletti il nome de La Rinascente per gli omonimi attuali grandi magazzini di Milano e Roma, in precedenza magazzini "Aux Villes d'Italie". Il nome si rivelò poi particolarmente indovinato quando la Rinascente di Milano fu completamente distrutta da un incendio e quindi ricostruita.

### Società Ginnastica Triestina
Sulla base della sigla S.G.T. coniò il motto acronimo latino "Stricto Gladio Tenacius".

### Altri prodotti
Fu testimonial dell'Amaro Montenegro che definì «liquore delle virtudi» e dell'Amaretto di Saronno. Esaltò anche l'Acqua di Fiume del Bar Fantoni di Villafranca in provincia di Verona che definì «limpida e leggera come quella del Carso», nonostante sia un alcolico dolce ed esageratamente fragrante. D'Annunzio lanciò una propria linea di profumi, l'Acqua Nuntia.
Coniò persino il nome Saiwa per l'omonima azienda di biscotti. Lodò a tal punto il vino rosso rubino del paese di Oliena, in provincia di Nuoro, da soprannominarlo Nepente, dal greco "ne" in senso negativo e "penthos" che significa tristezza: in pratica un vino scaccia malinconia.
A D'Annunzio si deve l'attuale denominazione dello storico hotel Trieste & Victoria ad Abano Terme (PD).